# Les Poubelles Boys et l'École des maris
Les Poubelles Boys et l'École des maris est une pièce de théâtre française, mise en scène par Benno Besson en 1998, d'après L'École des maris de Molière.

## Argument
(juin 2023).
Si vous disposez d'ouvrages ou d'articles de référence ou si vous connaissez des sites web de qualité traitant du thème abordé ici, merci de compléter l'article en donnant les références utiles à sa vérifiabilité et en les liant à la section « Notes et références ».
Les Poubelles Boys et l'École des Maris est un spectacle hybride mélangeant la comédie de Molière et les particularités musicales et comiques du trio Les Poubelles Boys.
C'est une pièce racontant la création de la poubelle. Le professeur raconte à ses élèves à l'École des Maris comment a été créé la poubelle.

## Fiche technique
- Titre : Les Poubelles Boys et l'École des maris
- Mise en scène : Benno Besson
- Comédie de Molière
- Décor et costumes : Jean-Marc Stehlé
- Lumières : André Diot
- Conseiller musical : Jeff Cohen

## Distribution
- Maurice Aufair
- Emmanuelle Bataille
- Kamel Benac
- Stéphane Benac
- Bruno Dani
- Corinne Fischer
- Jean-Charles Fontana
- Roger Jendly
- Jean-Baptiste Musset
- Attilio Sandro Palese
- Martine Paschoud

## Nominations
- Victoires de la musique 1998 : Meilleur Spectacle Musical